# 안달루시아 아랍어
안달루시아 아랍어(عربية أندلسية)는 알안달루스에서 사용되었던 아랍어의 방언이다. 오늘날 안달루시아 지방의 음악에 영향을 미쳤으나, 스페인에서는 일찍이 사멸되었다. 하지만 지금도 테투안, 페스, 라바트, 탕헤르와 셰르셸에서는 조금씩 사용된다.
이외에 모자라브어, 스페인어, 카탈루냐어, 포르투갈어, 모로코 구어체 아랍어 등에서 차용한 어휘가 많다.

## 같이 보기
- 알하미아도(Aljamiado)